# Link up 790
『link up 790』（リンク アップ ナナキュウマル）は、2018年1月6日から2019年9月28日までFM PORTで放送されていたラジオ番組である。

## 番組概要
新潟の週末を皆が楽しいと思えるように、「新潟の、かわいい、楽しい、おいしそう、素敵」を見つけていく番組。
新潟の魅力についてリスナーからの意見をもらうため、インスタグラム、Twitterも活用している。

## パーソナリティ
- 板垣優稀[4]
- 桃歌[4]

## コーナー
どちらに共感？ 板垣VS桃歌
板垣と桃歌が毎月、テーマに沿った画像を番組インスタグラムに投稿し、リスナーの共感をどちらがより得られるか競うコーナー。
| 2018年 | 2018年   |
| 放送月 | テーマ   |
| ------ | -------- |
| 1月    | スタート |
| 2月    | ハート   |